# Probabilité de propension

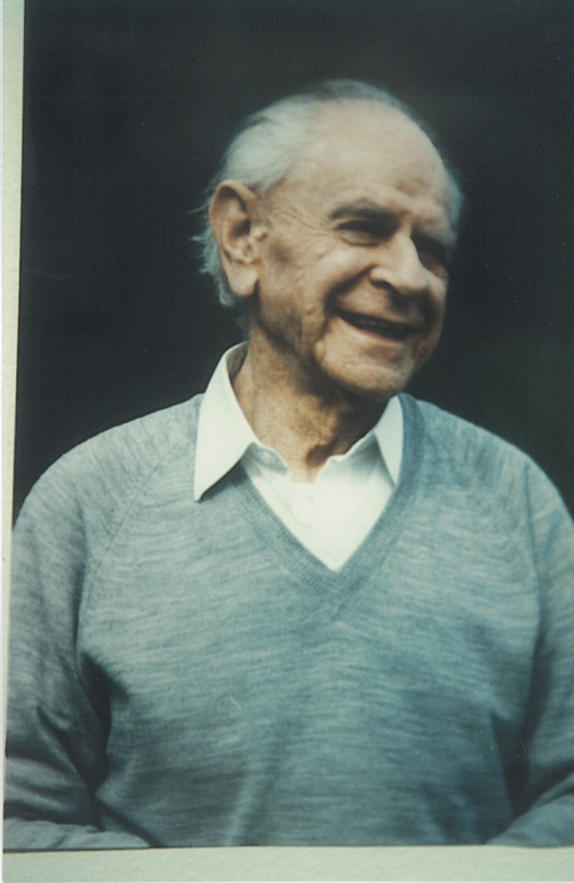
Karl Popper donnera ses lettres de noblesse à la théorie de la propension

La probabilité de propension ou théorie de la propension des probabilités est une interprétation probabiliste dans laquelle la probabilité est considérée comme une propension d'un dispositif physique à produire un résultat d'un certain type, ou à produire une fréquence à long terme de un tel résultat.
Les propensions ne sont pas des fréquences relatives, mais de prétendues causes des fréquences relatives stables observées. Les propensions sont invoquées pour expliquer pourquoi la répétition d’un certain type d’expérience génère un type de résultat donné à un rythme persistant. Les fréquences stables à long terme sont une manifestation de probabilités invariantes dans un cas unique . Les fréquentistes sont incapables d'adopter cette approche, car les fréquences relatives n'existent pas pour des coups de pièce isolés, mais seulement pour de grands ensembles ou collectifs. Ces probabilités ponctuelles sont appelées propensions ou chances.
En plus d'expliquer l'émergence de fréquences relatives stables, l'idée de propension est motivée par le désir de donner un sens aux attributions de probabilités ponctuelles en mécanique quantique, telles que la probabilité de désintégration d'un atome particulier à un moment particulier.

## Histoire
C'est Charles Sanders Peirce qui donna la premère théorie de la propension des probabilités,,,

### Karl Popper
Mais c'est la théorie Karl Popper, qui avait une connaissance limitée des travaux de Charles S. Peirce,, qui est généralement connu comme la première théorie avancée de la propension.
Popper a observé que le résultat d’une expérience physique est influencé par un ensemble spécifique de « conditions génératrices ». Lorsqu’une expérience est répétée, nous réalisons en fait une nouvelle expérience sous un ensemble de conditions (plus ou moins) similaire. Selon Popper, dire qu’un ensemble de conditions génératrices  {\displaystyle G}  a une propension {\displaystyle p} à produire un résultat  {\displaystyle E}  signifie que la répétition indéfinie de ces conditions produirait une séquence où  {\displaystyle E}  se manifeste avec une fréquence relative limite  {\displaystyle p}. En d’autres termes, la probabilité  {\displaystyle Pr(E,G)=p}  que  {\displaystyle E}  se produise dépend directement de  {\displaystyle G}. Pour Popper, une expérience déterministe présenterait une propension de 0 ou 1 pour chaque résultat, indiquant que les mêmes conditions génératrices produiraient invariablement le même résultat à chaque essai. Ainsi, les propensions autres que 0 ou 1 suggèrent un phénomène moins que déterministe, mais qui conserve une relation causale avec les conditions génératrices.

### Travaux récents
Un certain nombre de philosophes, dont David Miller et Donald A. Gillies, ont proposé des théories de la propension quelque peu similaires à celles de Popper, dans le sens où les propensions sont définies en termes de fréquences relatives à long terme ou à l'infini.
D'autres théoriciens de la propension ( par exemple Ronald Giere ) ne définissent pas explicitement les propensions, mais considèrent plutôt la propension comme définie par le rôle théorique qu'elle joue dans la science. Ils soutiennent, par exemple, que les grandeurs physiques telles que la charge électrique ne peuvent pas non plus être définies explicitement, en termes de choses plus fondamentales, mais uniquement en termes de ce qu'elles font (comme attirer et repousser d'autres charges électriques). De la même manière, la propension est tout ce qui remplit les différents rôles que joue la probabilité physique en science.
D'autres théories ont été proposées par DH Mellor, et Ian Hacking.
Ballentine a développé une théorie de la propension axiomatique en s'appuyant sur les travaux de Paul Humphreys. Ils montrent que la nature causale de la condition de propension entre en conflit avec un axiome nécessaire au théorème de Bayes.

#### "Principal Principle" de David Lewis
Quels rôles jouent les probabilités physiques en science ? Quelles sont ses propriétés ? Une propriété centrale du hasard est que, lorsqu’il est connu, il contraint la croyance rationnelle à prendre la même valeur numérique. David Lewis a appelé cela le "Principal Principle". Le principe stipule :
- Le "Principal Principle" Soit C toute fonction de crédibilité initiale raisonnable. Que ce soit à tout moment. Soit x n'importe quel nombre réel dans l'intervalle unitaire. Soit X la proposition selon laquelle la chance, au temps t, que A détienne est égale à x. Soit E toute proposition compatible avec X et admissible au temps t. Alors C(AIXE) = x.

Ainsi, par exemple, supposons que vous soyez certain qu'une pièce biaisée particulière a une propension de 0,32 à tomber face à chaque fois qu'elle est lancée. Quelle est alors la crédibilité correcte ? Selon le principe principal, la crédibilité correcte est de 0,32

### Sur wikipédia
- Bayésianisme
- Fréquentisme
- Définition classique de la probabilité